# Przychody (Anielówka)
Przychody – część wsi Anielówka w Polsce położona w województwie lubelskim, w powiecie lubartowskim, w gminie Michów.
Nie posiada sołtysa, należy do sołectwa Anielówka.
W latach 1975–1998 miejscowość administracyjnie należała do województwa lubelskiego.